# 古島一雄
古島 一雄（こじま かずお、慶応元年8月1日（1865年9月20日） - 昭和27年（1952年）5月26日）は、明治、大正、昭和前期の日本のジャーナリスト、衆議院議員、貴族院議員。一念、古一念と号す。

## 来歴・人物
慶応元年8月1日（1865年9月20日）、但馬国豊岡（現在の兵庫県豊岡市）に生まれる。古島家は、旧豊岡藩士であり勘定奉行を務める家柄であった。小学校を卒業した後、明治12年（1879年）に上京し濱尾新の元で共立学校、同人社などで杉浦重剛などに学ぶ。明治14年（1881年）に郷里の豊岡にいったん戻り、漢学私塾 宝林義塾に学ぶ。
その後再度上京し、明治21年（1888年）に、杉浦の紹介で三宅雪嶺が主宰する雑誌「日本人」（のちに「日本及日本人」に改題）の記者となり、ジャーナリズムに身を置く。さらに、やはり杉浦の紹介で日本新聞の記者となり、日清戦争では、同僚であった正岡子規と従軍し戦況を報道した。明治31年（1898年）、玄洋社系の「九州日報」（福陵新報の後進）の主筆を1年半つとめ、後、日本新聞に復帰。明治41年（1908年）には、万朝報に移った。

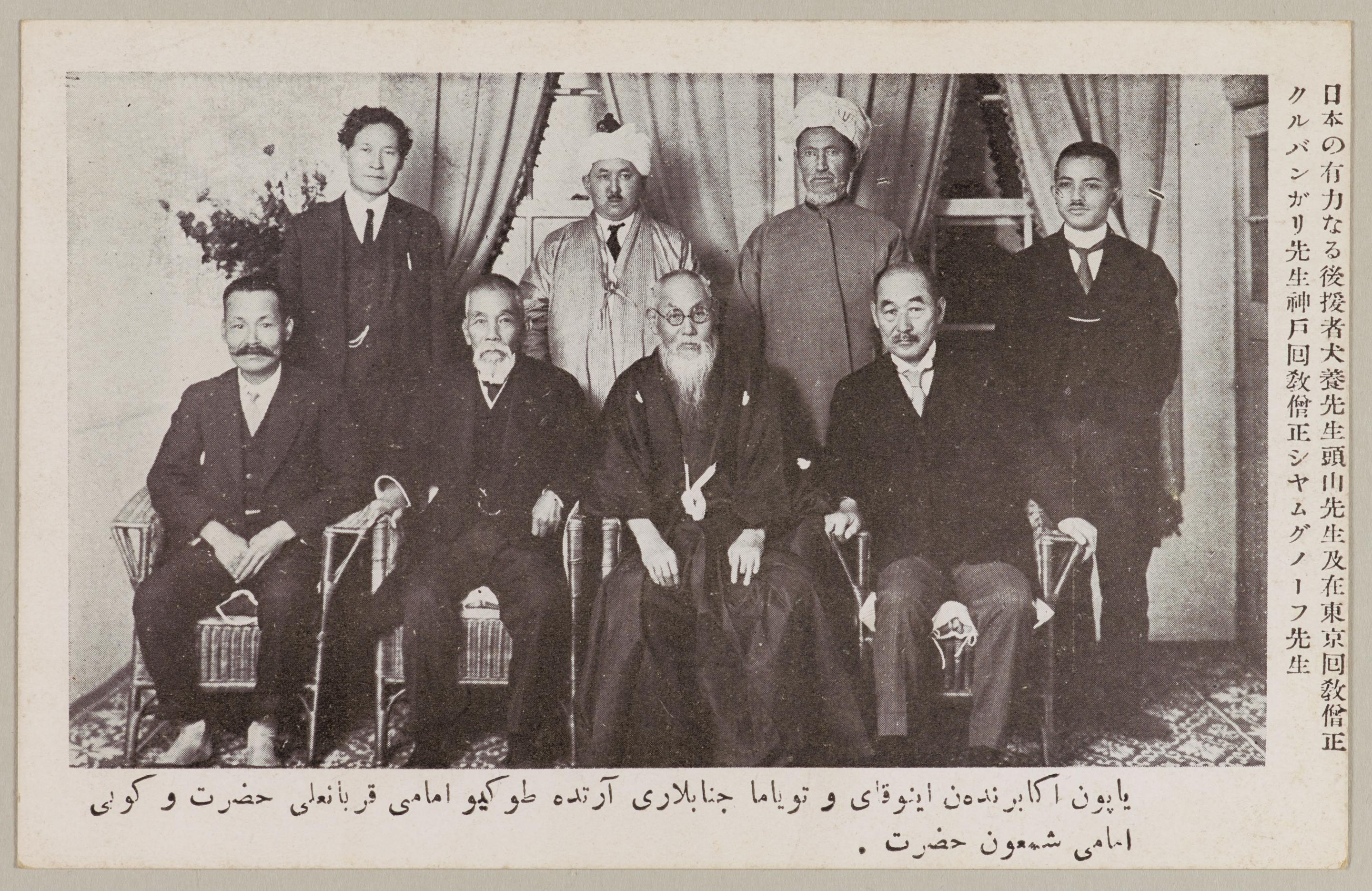
前列左から、五百木良三、犬養毅、頭山満、古島一雄、後列左から、足羽清美、在神戸回教僧正シャムグノーフ、 在東京回教僧正クルバンガリー、嶋野三郎（1930年代前半頃）

明治44年（1911年）11月、第10回衆議院議員総選挙補欠選挙に立候補し当選する。以後当選6回を数える。立憲国民党、革新倶楽部を経て、立憲政友会に所属した。一貫して犬養毅の側近として行動を共にする。また、玄洋社の頭山満と結んで孫文を援助し、辛亥革命を陰から助けた。大正10年（1921年）の宮中某重大事件にも介入し、山縣有朋の権威失墜に一役買うこととなる。第2次護憲運動では、犬養を補佐し、政友会、憲政会との護憲三派連合の成立に尽力した。大正13年（1924年）、犬養逓信大臣の下で逓信政務次官となるが、昭和3年（1928年）の衆議院議員総選挙（初の普通選挙）で落選する。昭和7年（1932年）3月15日、貴族院議員に勅選され、昭和22年（1947年）5月2日の貴族院廃止まで在職した。
戦後、幣原内閣が組閣された際、入閣を要請されたが固辞する。また、昭和21年（1946年）5月に日本自由党総裁の鳩山一郎が公職追放となった際に、後継総裁の一人に擬され、鳩山ら自由党首脳に就任を懇請されるも、これも老齢を理由に固辞し、幣原内閣の外相だった吉田茂を強く推薦した。以後、占領期の吉田の相談役となり「政界の指南番」と称された。昭和27年（1952年）5月26日、死去。享年86。墓所は谷中霊園。
創価教育学会（創価学会の前身）の設立にも積極的な役割を果たしたことでも知られている。なお、作曲家の田中公平は彼の曾孫にあたる。

## エピソード
最晩年の昭和26年（1951年）に、各口述筆記で回顧談『一老政治家の回想』（中央公論社、新版・昭和44年（1969年）/ 中公文庫、昭和50年（1975年）、新版2015年）、『古島一雄清談』（毎日新聞社編）、『政界五十年 古島一雄回顧録』（鷲尾義直編、三元社）を出版。また同年9月の『中央公論－特集サンフランシスコ会議』臨時増刊号にも寄稿している。
生涯の盟友としたのは、陸羯南の紹介で日本新聞社に入社させた正岡子規で、子規没年の明治35年（1902年）に、編著『子規言行録』（日本叢書）を出している。晩年にも、回想記「子規と不折」を雑誌「新星」に寄稿するなどしている。
他に布引丸事件において、古島が冤罪を晴らした、生涯の盟友でのちの首相犬養木堂もいる。また藩閥政治打倒運動で、つながりがあった三浦梧楼最晩年の回顧談『観樹将軍回顧録』（政教社、大正14年（1925年）刊）を校閲している。
「日本及日本人」の時事評論「雲間寸間」は、幕末の福岡藩の桑野左内が隣藩の応接に出た際に貴藩の情勢はと問い、「紛々擾々」ですとの返事に、フンプンジョウジョウの意味が分からず、これは己を困らせようとしていると思い、福岡藩は如何と問われた際に「ウンカンのスンカンです」と返答した故事に拠る。
金銭には潔癖で通し、唯一の趣味としたのは囲碁で、喜多文子ら棋士を援助した他、「日本及日本人」誌上で石井千治と田村保寿の十番碁に囲碁史上最初の観戦記を掲載した。既知であった創価学会の2代目会長である戸田城聖に、終戦の時期を教えたといわれる。

## 伝記
- 『古島一雄』鷲尾義直、古一念会編（日本経済研究会刊、昭和24年（1949年））、非売品
- 伊藤金次郎『古島一雄 三代言論人集 第7巻』（時事通信社、昭和37年（1962年））
- 小島直記『斬人斬馬剣　古島一雄の青春』（中央公論社、昭和63年（1988年）／中公文庫、平成5年（1993年））、伝記小説